# Jonah Koech
Jonah Koech Kipruto (* 12. Dezember 1996 in Eldoret) ist ein US-amerikanischer Mittelstreckenläufer kenianischer Herkunft, der sich auf den 800-Meter-Lauf spezialisiert hat und seit April 2021 für die Vereinigten Staaten startberechtigt ist.

## Sportliche Laufbahn
Erste Erfahrungen bei internationalen Meisterschaften sammelte Jonah Koech im Jahr 2015, als er bei den Juniorenafrikameisterschaften in Addis Abeba in 1:50,88 min die Silbermedaille im 800-Meter-Lauf gewann. Im selben Jahr begann er ein Studium an der University of Texas at El Paso in den Vereinigten Staaten. 2022 startete er für die USA bei den Weltmeisterschaften in Eugene und wurde dort in der ersten Runde wegen einer Bahnübertretung disqualifiziert. Anschließend siegte er in 1:45,87 min bei den NACAC-Meisterschaften in Freeport.

## Persönliche Bestleistungen
- 800 Meter: 1:44,74 min, 26. Juni 2022 in Eugene
  - 800 Meter (Halle): 1:47,29 min, 26. Januar 2019 in Lubbock
- 1500 Meter: 3:37,39 min, 17. August 2024 in Sondershausen[1]